# Новая Старина
Новая Старина — деревня в Бабаевском районе Вологодской области. Входит в Борисовское сельское поселение, с точки зрения административно-территориального деления — центр Новостаринского сельсовета.

## География
Расположена на берегах реки Верхняя Чужбойка. Расстояние до районного центра Бабаево по автодороге — 73 км, до центра муниципального образования села Борисово-Судское по прямой — 10 км. Ближайшие населённые пункты — Костеньково, Назарово, Неверово, Новая, Стан.

## История
Образовалась объединением двух деревень - Старина и Новая. Также включала в себя местность Малюково, где была расположена одноименная усадьба в которой родился Н.А.Качалов. На старинных картах иногда отмечена как Верхне-Чужбойский погост. 
С 1 января 2006 года по 13 апреля 2009 года была центром Новостаринского сельского поселения).

## Население
| 2010 |
| ---- |
| 224  |

По переписи 2002 года население — 252 человека (121 мужчина, 131 женщина). Преобладающая национальность — русские (99 %).

## Инфраструктура
Была начальная школа–детский сад. Основана 6 декабря 1866 года как четырёхклассная церковно-приходская школа
.

## Русская православная церковь
В деревне расположен действующий храм Николая Чудотворца 1770 года постройки. Имеется старое кладбище, на котором захоронены дворяне Бровцыны и Владимирские. Рядом находятся руины другого храма.